# Maître des requêtes
Maître des requêtes [’mæ.trö-dæ-’rkæ.t] (fr. "chef for ansøgningerne") er betegnelsen for en del franske embedsmænd, der var knyttede til det gamle conseil du roi med det hverv at aflægge rapport der om private henvendelser, rettede til regeringen, og en del andre sager. Deres stilling ordnedes under Ludvig XIV 1674, og de var fra da af i alt 80. Stillingerne var arvelige og købelige og stod højt i pris.
Embedet fandtes også i Danmark (i Danske Kancelli), men Johann Friedrich Struensee – der selv var indehaver af embedet – nedlagde stillingen med en instruks af 20. april 1771.

## Maîtres des requêtes under enevælden i Danmark
Denne liste er ufuldstændig; hjælp gerne med at udfylde den.
- 1699-1719 Vilhelm Helt
- 1728-1735 Peter Neve
- 1736-1740 Hans Ahlefeldt
- 1740-1751 Henning von Qualen
- ? Hans Seidelin
- 1753-1771 Bolle Willum Luxdorph
- 1768-1770 Volrad August von der Lühe
- 1770-1771 Johann Friedrich Struensee